# Kaisa Sali
Pour les articles homonymes, voir Sali.
Kaisa Maria Sali née Lehtonen le 14 août 1981 à Helsinki est une triathlète finlandaise, vainqueur sur triathlon Ironman et championne d'Europe sur moyenne distance.

## Biographie

### Jeunesse
À l'âge de douze ans, son père lui parla du triathlon, Kaisa Lethonen voulant s'entraîner immédiatement, elle réussit à rejoindre en VTT l'habitation de sa grand-mère située à 180 kilomètres de la maison familiale. Dans sa jeunesse, elle rêve de devenir une grande Ironwoman. Elle termine ses études en nutrition en automne 2015.

### Carrière en triathlon
En mai 2015, Kaisa Lehtonen devient championne d'Europe moyenne distance à Rimini devant l'Italienne Sara Dossena et la britannique Vanessa Raw.  Onze mois plus tard, elle remporte pour la première fois une compétition Ironman, lors de l'épreuve d'Afrique du Sud. Malgré une sortie de la deuxième transition avec près de six minutes de retard sur l'Australienne Annabel Luxford qui a dominé la partie vélo, elle réalise le meilleur marathon et s'impose sur la ligne d'arrivée en 9 h 6 min 50 s, devançant les deux Britanniques Susie Cheetham et Lucy Gossage.

### Vie privée et professionnelle
En mai 2017, elle épouse son soigneur et mécanicien Markus Sali et prend le nom de Kaisa Sali. Elle décide la même année de changer d'entraîneur après 18 ans avec le finlandais Paul Sjöholm, pour l'américaine Siri Lindley qu'elle part rejoindre avec son mari à Boulder dans le Colorado .

## Palmarès
Le tableau présente les résultats les plus significatifs (podium) obtenus sur le circuit international de triathlon et de duathlon depuis 2009,.
| Année | Compétition                            | Pays                | Position           | Temps           |
| ----- | -------------------------------------- | ------------------- | ------------------ | --------------- |
| 2019  | Ironman Cairns                         | Australie           | Médaille de bronze | 8 h 53 min 51 s |
| 2018  | Ironman 70.3 Monterrey                 | Mexique             | Médaille d'or      | 4 h 6 min 33 s  |
| 2018  | Ironman Suisse                         | Suisse              | Médaille d'or      | 9 h 6 min 1 s   |
| 2017  | Ironman Arizona                        | États-Unis          | Médaille d'or      | 8 h 51 min 54 s |
| 2017  | Ironman Afrique du Sud                 | Afrique du Sud      | Médaille d'argent  | 8 h 52 min 26 s |
| 2016  | Ironman Afrique du Sud                 | Afrique du Sud      | Médaille d'or      | 9 h 6 min 50 s  |
| 2016  | Ironman 70.3 Dubai                     | Émirats arabes unis | Médaille de bronze | 4 h 5 min 3 s   |
| 2015  | Ironman Barcelone                      | Espagne             | Médaille d'argent  | 8 h 48 min 40 s |
| 2015  | Championnat du monde longue distance   | Suède               | Médaille de bronze | 5 h 33 min 41 s |
| 2015  | Championnats d'Europe moyenne distance | Italie              | Médaille d'or      | 4 h 41 min 14 s |
| 2014  | Championnat du monde longue distance   | Chine               | Médaille d'argent  | 5 h 47 min 47 s |
| 2014  | Ironman 70.3 Autriche                  | Autriche            | Médaille d'argent  | 4 h 20 min 58 s |
| 2011  | Coupe d'Afrique - l'étape de Le Morne  | Maurice             | Médaille d'or      | 2 h 13 min 25 s |

| Année | Compétition                       | Pays    | Position           | Temps          |
| ----- | --------------------------------- | ------- | ------------------ | -------------- |
| 2009  | Championnats d'Europe de duathlon | Hongrie | Médaille de bronze | 2 h 5 min 15 s |